# Nanohenry
| Kleinere eenheden | Kleinere eenheden | Kleinere eenheden |
| factor            | naam              | symbool           |
| ----------------- | ----------------- | ----------------- |
| 10−9              | nanohenry         | nH                |
| 10−6              | microhenry        | μH                |
| 10−3              | millihenry        | mH                |
| 1                 | henry             | H                 |

De nanohenry, symbool nH, is een afgeleide SI-eenheid voor zelfinductie en wederzijdse inductie van een spoel. Een nanohenry is één miljardste henry (0,000 000 001 H). De kleurcode die spoelen in de elektronica kunnen hebben, geven de zelfinductiewaarde weer in microhenry. In dat geval wordt een zilveren of gouden ring gebruikt om getallen achter de komma weer te geven. Spoelen met een dergelijke lage zelfinductie worden alleen in hoogfrequenttoepassingen gebruikt. Een ander terrein waar deze eenheid wordt gebruikt is de afdeling ontwikkeling in de halfgeleiderindustrie, om (ongewenste) inductie in het silicium te berekenen.